# Treizième district congressionnel de l'État de New York
Le 13e district congressionnel de New York est un district congressionnel à New York, représenté par le Démocrate Adriano Espaillat.
Le 13e district comprend l'Upper Manhattan et certaines parties du West Bronx. Il comprend les quartiers du Bronx de Bedford Park, Jerome Park, Kingsbridge Heights, des parties de Norwood et des parties de Fordham, Kingsbridge, Morris Heights et University Heights, ainsi que les quartiers de Manhattan de Harlem, Inwood, Marble Hill, Spanish Harlem, Washington Heights, et des parties de Morningside Heights et de l'Upper West Side. L'Apollo Theater et Grant's Tomb se trouvent dans le district. Avec un indice CPVI de D+38, c'est le district le plus démocrate de New York. Il s'agit actuellement de la plus petite circonscription de la Chambre des représentants des États-Unis.

## Historique de vote
| Année | Poste     | Résultats               |
| ----- | --------- | ----------------------- |
| 1992  | Président | Bush 48,0 % – 39,0 %    |
| 1996  | Président | Clinton 51,0 % – 40,0 % |
| 2000  | Président | Gore 52,0 % – 44,0 %    |
| 2004  | Président | Bush 55,0 % – 45,0 %    |
| 2008  | Président | McCain 51,0 % – 49,0 %  |
| 2012  | Président | Obama 93,0 % – 6,0 %    |
| 2016  | Président | Clinton 92,0 % – 5,0 %  |
| 2020  | Président | Biden 88,0 % – 11,0 %   |

## Liste des Représentants du district
| Membre                          | Parti                 | Années                             | Congrès        | Histoire électorale | Zone géographique                            |
| ------------------------------- | --------------------- | ---------------------------------- | -------------- | --- | -------------------------------------------- |
| District établit le 4 mars 1803 |                       |                                    |                | |                                              |
| Thomas Sammons (en)             | Républicain-Démocrate | 4 mars 1803 - 3 mars 1807          | 8e , 9e        | Redécoupage depuis le 9e district et réélu en 1802. Réélu en 1804. Perd sa réélection. |                                              |
| Peter Swart (en)                | Républicain-Démocrate | 4 mars 1807 - 3 mars 18909         | 10e            | Élu en 1806. Retrait. |                                              |
| Uri Tracy (en)                  | Républicain-Démocrate | 4 mars 1809 - 3 mars 1813          | 11e , 12e      | Redécoupage depuis le 16e district et réélu en 1808. Réélu en 1810. |                                              |
| Alexander Boyd (en)             | Fédéraliste           | 4 mars 1813 - 3 mars 1815          | 13e            | Élu en 1812. Retrait. |                                              |
| John B. Yates (en)              | Républicain-Démocrate | 4 mars 1815 - 3 mars 1817          | 14e            | Élu en 1814. Retrait. |                                              |
| Thomas Lawyer (en)              | Républicain-Démocrate | 4 mars 1817 - 3 mars 1819          | 15e            | Élu en 1816. Retrait. |                                              |
| Harmanus Peek (en)              | Républicain-Démocrate | 4 mars 1819 - 3 mars 1821          | 16e            | |                                              |
| Vacant                          | Vacant                | 4 mars 1821 - 3 décembre 1821      | 17e            | Des élections ont eu lieu en avril 1821. On ne sait pas exactement quand les résultats ont été annoncés. |                                              |
| John Gebhard (en)               | Fédéraliste           | 3 décembre 1821 - 3 mars 1823      | 17e            | Élu en 1821. Retrait. |                                              |
| Isaac Williams Jr. (en)         | Républicain-Démocrate | 4 mars 1823 - 3 mars 1825          | 18e            | Élu en 1822. Retrait. |                                              |
| William G. Angel (en)           | Jacksonien (en)       | 4 mars 1825 - 3 mars 1827          | 19e            | Élu en 1824. Retrait. |                                              |
| Samuel Chase (en)               | Anti-Jacksonien       | 4 mars 1827 - 3 mars 1829          | 20e            | Élu en 1826. Retrait. |                                              |
| William G. Angel (en)           | Jacksonien (en)       | 4 mars 1829 - 3 mars 1833          | 21e , 22e      | Élu en 1828. Réélu en 1830. Retrait. |                                              |
| Reuben Whallon (en)             | Jacksonien (en)       | 4 mars 1833 - 3 mars 1835          | 23e            | Élu en 1832. Retrait. |                                              |
| Dudley Farlin (en)              | Jacksonien (en)       | 4 mars 1835 - 3 mars 1837          | 24e            | Élu en 1834. Retrait. |                                              |
| John Palmer (en)                | Démocrate             | 4 mars 1837 - 3 mars 1839          | 25e            | Élu en 1836. Retrait. |                                              |
| Augustus C. Hand (en)           | Démocrate             | 4 mars 1839 - 3 mars 1841          | 26e            | Élu en 1838. Perd sa réélection. |                                              |
| Thomas A. Tomlinson (en)        | Whig                  | 4 mars 1841 - 3 mars 1843          | 27e            | Élu en 1840. Retrait. |                                              |
| Daniel D. Barnard (en)          | Whig                  | 4 mars 1843 - 3 mars 1845          | 28e            | Redécoupage depuis le 10e district et réélu en 1842. Perd sa réélection. |                                              |
| Bradford R. Wood (en)           | Démocrate             | 4 mars 1845 - 3 mars 1847          | 29e            | Élu en 1844. Perd sa réélection. |                                              |
| John I. Slingerland (en)        | Whig                  | 4 mars 1847 - 3 mars 1849          | 30e            | Élu en 1846. Retrait. |                                              |
| John L. Schoolcraft (en)        | Whig                  | 4 mars 1849 - 3 mars 1853          | 31e , 32e      | Élu en 1848. Réélu en 1850. Retrait. |                                              |
| Russell Sage                    | Whig                  | 4 mars 1853 - 3 mars 1855          | 33e , 34e      | Élu en 1852. Change de parti. Réélu en 1854. Retrait. |                                              |
| Russell Sage                    | Opposition Party (en) | 4 mars 1855 - 3 mars 1857          | 33e , 34e      | Élu en 1852. Change de parti. Réélu en 1854. Retrait. |                                              |
| Abram B. Olin (en)              | Républicain           | 4 mars 1857 - 3 mars 1863          | 35e - 37e      | Élu en 1856. Réélu en 1858. Réélu en 1860. Retrait. |                                              |
| John B. Steele (en)             | Démocrate             | 4 mars 1863 - 3 mars 1865          | 38e            | Redécoupage depuis le 11e district et réélu en 1862. Perd sa renomination. |                                              |
| Edwin N. Hubbell (en)           | Démocrate             | 4 mars 1865 - 3 mars 1867          | 39e            | Élu en 1864. Perd sa réélection. |                                              |
| Thomas Cornell (en)             | Républicain           | 4 mars 1867 - 3 mars 1869          | 40e            | Élu en 1866. Perd sa réélection. |                                              |
| John Grisworld (en)             | Démocrate             | 4 mars 1869 - 3 mars 1871          | 41e            | Élu en 1868. Retrait. |                                              |
| Joseph H. Tuthill (en)          | Démocrate             | 4 mars 1871 - 3 mars 1873          | 42e            | Élu en 1870. Retrait. |                                              |
| John O. Whitehouse (en)         | Démocrate             | 4 mars 1873 - 3 mars 1877          | 43e , 44e      | Élu en 1872. Réélu en 1874. Retrait. |                                              |
| John H. Ketcham                 | Républicain           | 4 mars 1877 - 3 mars 1885          | 45e - 48e      | Élu en 1876. Réélu en 1878. Réélu en 1880. Réélu en 1882. Redécoupage vers le 16e district. |                                              |
| Egbert L. Viele (en)            | Démocrate             | 4 mars 1885 - 3 mars 1887          | 49e            | Élu en 1884. Perd sa réélection. |                                              |
| Ashbel P. Fitch                 | Républicain           | 4 mars 1887 - 3 mars 1889          | 50e - 52e      | Élu en 1886. Change de parti à la suite de désagréments avec la plateforme Républicaine de 1888. |                                              |
| Ashbel P. Fitch                 | Démocrate             | 4 mars 1889 - 3 mars 1893          | 50e - 52e      | Réélu en 1888. Réélu en 1890. Retrait pour devenir Contrôleur de New York City. |                                              |
| John De Witt Warner (en)        | Démocrate             | 4 mars 1893 - 3 mars 1895          | 53e            | Redécoupage depuis le 12e district et réélu en 1892. |                                              |
| Richard C. Shannon (en)         | Républicain           | 4 mars 1895 - 3 mars 1899          | 54e , 55e      | Élu en 1894. Réélu en 1896. Retrait. |                                              |
| Jefferson M. Levy (en)          | Démocrate             | 4 mars 1899 - 3 mars 1901          | 56e            | Élu en 1898. Retrait. |                                              |
| Oliver Belmont                  | Démocrate             | 4 mars 1901 - 3 mars 1903          | 57e            | Élu en 1900. Retrait. |                                              |
| Francis B. Harrison             | Démocrate             | 4 mars 1903 - 3 mars 1905          | 58e            | Élu en 1902. Retrait pour se présenter comme Lieutenant Gouverneur de New York. |                                              |
| Herbert Parsons (en)            | Républicain           | 4 mars 1905 - 3 mars 1911          | 59e - 61e      | Élu en 1904. Réélu en 1906. Réélu en 1908. Perd sa réélection. |                                              |
| Jefferson M. Levy (en)          | Démocrate             | 4 mars 1911 - 3 mars 1913          | 62e            | Élu en 1910. Redécoupage vers le 14e district. |                                              |
| Timothy Sullivan (en)           | Démocrate             | 4 mars 1913 - 31 août 1913         | 63e            | Élu en 1912 mais n'a jamais siégé dû a une santé fragile. Décès. |                                              |
| Vacant                          | Vacant                | 31 août 1913 - 31 août 1913        | 63e            | |                                              |
| George W. Loft (en)             | Démocrate             | 4 novembre 1913 - 3 mars 1917      | 63e , 64e      | Élu pour terminer le mandat de Sullivan. Réélu en 1914. Retrait. |                                              |
| Christopher D. Sullivan (en)    | Démocrate             | 4 mars 1917 - 3 janvier 1941       | 65e - 76e      | Élu en 1916. Réélu en 1918. Réélu en 1920. Réélu en 1922. Réélu en 1924. Réélu en 1926. Réélu en 1928. Réélu en 1930. Réélu en 1932. Réélu en 1934. Réélu en 1936. Réélu en 1938. Retrait.                                          |                                              |
| Louis Capozzoli (en)            | Démocrate             | 3 janvier 1941 - 3 janvier 1945    | 77e , 78e      | Élu en 1940. Réélu en 1942. Retrait. |                                              |
| Donald L. O'Toole (en)          | Démocrate             | 3 janvier 1945 - 3 janvier 1953    | 79e - 82e      | Redécoupage depuis le 8e district et réélu en 1944. Réélu en 1946. Réélu en 1948. Réélu en 1950. Perd sa réélection. |                                              |
| Abraham J. Multer (en)          | Démocrate             | 3 janvier 1953 - 31 décembre 1967  | 83e - 90e      | Redécoupage depuis le 14e district et réélu en 1952. Réélu en 1954. Réélu en 1956. Réélu en 1958. Réélu en 1960. Réélu en 1962. Réélu en 1964. Réélu en 1966. Démissionne pour devenir Juge Associé de la Cour Suprême de New York. |                                              |
| Vacant                          | Vacant                | 1er janvier 1968 - 19 février 1968 | 90e            | |                                              |
| Bertram L. Podell (en)          | Démocrate             | 20 février 1968 - 3 janvier 1975   | 90e - 93e      | Élu pour terminer le mandat de Multer. Réélu en 1968. Réélu en 1970. Réélu en 1972. Perd sa renomination. |                                              |
| Stephen Solarz (en)             | Démocrate             | 3 janvier 1975 - 3 janvier 1993    | 94e - 102e     | Élu en 1974. Réélu en 1976. Réélu en 1978. Réélu en 1980. Réélu en 1982. Réélu en 1984. Réélu en 1986. Réélu en 1988. Réélu en 1990. Redécoupage vers le 12e district et perd sa renomination.                                      |                                              |
| Susan Molinari (en)             | Républicain           | 3 janvier 1993 - 2 août 1997       | 103e - 105e    | Redécoupage depuis le 14e district et réélue en 1992. Réélue en 1994. Réélue en 1996. |                                              |
| Vacant                          | Vacant                | 3 août 1997 - 3 novembre 1997      | 105e           | |                                              |
| Vito Fossella (en)              | Républicain           | 4 novembre 1997 - 3 janvier 2009   | 105e - 110e    | Élu pour terminer le mandat de Molinari. Réélu en 1998. Réélu en 2000. Réélu en 2002. Réélu en 2004. Réélu en 2006. Retrait. |                                              |
| Vito Fossella (en)              | Républicain           | 4 novembre 1997 - 3 janvier 2009   | 105e - 110e    | Élu pour terminer le mandat de Molinari. Réélu en 1998. Réélu en 2000. Réélu en 2002. Réélu en 2004. Réélu en 2006. Retrait. | 2003–2013 Staten Island, parties de Brooklyn |
| Michael McMahon (en)            | Démocrate             | 3 janvier 2009 - 3 janvier 2011    | 111e           | Élu en 2008. Perd sa réélection. |                                              |
| Michael Grimm                   | Républicain           | 3 janvier 2011 - 3 janvier 2013    | 112e           | Élu en 2010. Redécoupage vers le 11e district |                                              |
| Charles Rangel                  | Démocrate             | 3 janvier 2013 - 3 janvier 2017    | 113e , 114e    | Redécoupage depuis le 15e district et réélu en 2012. Réélu en 2014. Retrait. | 2013–2023 Parties de Manhattan et du Bronx   |
| Adriano Espaillat               | Démocrate             | 3 janvier 2017 - Présent           | 115e - Présent | Élu en 2016. Réélu en 2018. Réélu en 2020. Réélu en 2022. | 2013–2023 Parties de Manhattan et du Bronx   |
| Adriano Espaillat               | Démocrate             | 3 janvier 2017 - Présent           | 115e - Présent | Élu en 2016. Réélu en 2018. Réélu en 2020. Réélu en 2022. | 2023–2025 Parties de Manhattan et du Bronx   |

## Résultats des récentes élections
Voici le résultat des dix précédents cycles électoraux dans le district.

### 2004
| Élection de 2004 du 13e district congressionnel de New York | Élection de 2004 du 13e district congressionnel de New York | Élection de 2004 du 13e district congressionnel de New York | Élection de 2004 du 13e district congressionnel de New York | Élection de 2004 du 13e district congressionnel de New York |
| ----------------------------------------------------------- | ----------------------------------------------------------- | ----------------------------------------------------------- | ----------------------------------------------------------- | ----------------------------------------------------------- |
| Parti                                                       | Parti                                                       | Candidat                                                    | Votes                                                       | %                                                           |
|                                                             | Républicain                                                 | Vito Fossella (en) (sortant)                                | 112 934                                                     | 59,0                                                        |
|                                                             | Démocrate                                                   | Frank K. Barbaro                                            | 78 500                                                      | 41,0                                                        |
| Total des votes                                             | Total des votes                                             | Total des votes                                             | 191 434                                                     | 100 %                                                       |
|                                                             | Les Républicains conservent                                 |                                                             |                                                             |                                                             |

### 2006
| Élection de 2006 du 13e district congressionnel de New York | Élection de 2006 du 13e district congressionnel de New York | Élection de 2006 du 13e district congressionnel de New York | Élection de 2006 du 13e district congressionnel de New York | Élection de 2006 du 13e district congressionnel de New York |
| ----------------------------------------------------------- | ----------------------------------------------------------- | ----------------------------------------------------------- | ----------------------------------------------------------- | ----------------------------------------------------------- |
| Parti                                                       | Parti                                                       | Candidat                                                    | Votes                                                       | %                                                           |
|                                                             | Républicain                                                 | Vito Fossella (en) (sortant)                                | 59 334                                                      | 56,8                                                        |
|                                                             | Démocrate                                                   | Stephen A. Harrison                                         | 45 131                                                      | 43,2                                                        |
| Total des votes                                             | Total des votes                                             | Total des votes                                             | 104 465                                                     | 100 %                                                       |
|                                                             | Les Républicains conservent                                 |                                                             |                                                             |                                                             |

### 2008
| Élection de 2008 du 13e district congressionnel de New York | Élection de 2008 du 13e district congressionnel de New York | Élection de 2008 du 13e district congressionnel de New York | Élection de 2008 du 13e district congressionnel de New York | Élection de 2008 du 13e district congressionnel de New York |
| ----------------------------------------------------------- | ----------------------------------------------------------- | ----------------------------------------------------------- | ----------------------------------------------------------- | ----------------------------------------------------------- |
| Parti                                                       | Parti                                                       | Candidat                                                    | Votes                                                       | %                                                           |
|                                                             | Démocrate                                                   | Michael McMahon (en)                                        | 114 219                                                     | 60,9                                                        |
|                                                             | Républicain                                                 | Robert Straniere                                            | 62 441                                                      | 33,3                                                        |
|                                                             | Conservateur (en)                                           | Timothy Cochrane                                            | 5799                                                        | 3,1                                                         |
|                                                             | Independence (en)                                           | Carmine Morano                                              | 4947                                                        | 2,6                                                         |
| Total des votes                                             | Total des votes                                             | Total des votes                                             | 187 406                                                     | 100 %                                                       |
|                                                             | Les Démocrates prennent aux Républicains                    |                                                             |                                                             |                                                             |

### 2010
| Élection de 2010 du 13e district congressionnel de New York | Élection de 2010 du 13e district congressionnel de New York | Élection de 2010 du 13e district congressionnel de New York | Élection de 2010 du 13e district congressionnel de New York | Élection de 2010 du 13e district congressionnel de New York |
| ----------------------------------------------------------- | ----------------------------------------------------------- | ----------------------------------------------------------- | ----------------------------------------------------------- | ----------------------------------------------------------- |
| Parti                                                       | Parti                                                       | Candidat                                                    | Votes                                                       | %                                                           |
|                                                             | Républicain                                                 | Michael Grimm                                               | 65 024                                                      | 51,3                                                        |
|                                                             | Démocrate                                                   | Michael McMahon (en) (sortant)                              | 60 773                                                      | 48,0                                                        |
|                                                             | Libertarien                                                 | Tom Vendittelli                                             | 929                                                         | 0,7                                                         |
| Total des votes                                             | Total des votes                                             | Total des votes                                             | 126 726                                                     | 100 %                                                       |
|                                                             | Les Républicains prennent aux Démocrates                    |                                                             |                                                             |                                                             |

### 2012
| Élection de 2012 du 13e district congressionnel de New York | Élection de 2012 du 13e district congressionnel de New York | Élection de 2012 du 13e district congressionnel de New York | Élection de 2012 du 13e district congressionnel de New York | Élection de 2012 du 13e district congressionnel de New York |
| ----------------------------------------------------------- | ----------------------------------------------------------- | ----------------------------------------------------------- | ----------------------------------------------------------- | ----------------------------------------------------------- |
| Parti                                                       | Parti                                                       | Candidat                                                    | Votes                                                       | %                                                           |
|                                                             | Démocrate                                                   | Charles Rangel (sortant)                                    | 175 016                                                     | 90,7                                                        |
|                                                             | Républicain                                                 | Craig Schley                                                | 6,3                                                         | 12 147                                                      |
|                                                             | Indépendant                                                 | Deborah Liatos                                              | 5548                                                        | 2,9                                                         |
|                                                             | Write-In                                                    | Write-In                                                    | 202                                                         | 0,1                                                         |
| Total des votes                                             | Total des votes                                             | Total des votes                                             | 192 913                                                     | 100 %                                                       |
|                                                             | Les Démocrates prennent aux Républicains                    |                                                             |                                                             |                                                             |

### 2014
| Élection de 2014 du 13e district congressionnel de New York | Élection de 2014 du 13e district congressionnel de New York | Élection de 2014 du 13e district congressionnel de New York | Élection de 2014 du 13e district congressionnel de New York | Élection de 2014 du 13e district congressionnel de New York |
| ----------------------------------------------------------- | ----------------------------------------------------------- | ----------------------------------------------------------- | ----------------------------------------------------------- | ----------------------------------------------------------- |
| Parti                                                       | Parti                                                       | Candidat                                                    | Votes                                                       | %                                                           |
|                                                             | Démocrate                                                   | Charles Rangel (sortant)                                    | 68 396                                                      | 87,3                                                        |
|                                                             | Vert                                                        | Daniel Vila Rivera                                          | 9806                                                        | 12,5                                                        |
|                                                             | Write-In                                                    | Write-In                                                    | 151                                                         | 0,2                                                         |
| Total des votes                                             | Total des votes                                             | Total des votes                                             | 78 353                                                      | 100 %                                                       |
|                                                             | Les Démocrates conservent                                   |                                                             |                                                             |                                                             |

### 2016
| Élection de 2016 du 13e district congressionnel de New York | Élection de 2016 du 13e district congressionnel de New York | Élection de 2016 du 13e district congressionnel de New York | Élection de 2016 du 13e district congressionnel de New York | Élection de 2016 du 13e district congressionnel de New York |
| ----------------------------------------------------------- | ----------------------------------------------------------- | ----------------------------------------------------------- | ----------------------------------------------------------- | ----------------------------------------------------------- |
| Parti                                                       | Parti                                                       | Candidat                                                    | Votes                                                       | %                                                           |
|                                                             | Démocrate                                                   | Adriano Espaillat (sortant)                                 | 207 194                                                     | 88,8                                                        |
|                                                             | Républicain                                                 | Tony Evans                                                  | 16 089                                                      | 6,9                                                         |
|                                                             | Vert                                                        | Daniel Vila Rivera                                          | 8248                                                        | 3,5                                                         |
|                                                             | Write-In                                                    | Write-In                                                    | 1877                                                        | 0,8                                                         |
| Total des votes                                             | Total des votes                                             | Total des votes                                             | 233 408                                                     | 100 %                                                       |
|                                                             | Les Démocrates conservent                                   |                                                             |                                                             |                                                             |

### 2018
| Élection de 2018 du 13e district congressionnel de New York | Élection de 2018 du 13e district congressionnel de New York | Élection de 2018 du 13e district congressionnel de New York | Élection de 2018 du 13e district congressionnel de New York | Élection de 2018 du 13e district congressionnel de New York |
| ----------------------------------------------------------- | ----------------------------------------------------------- | ----------------------------------------------------------- | ----------------------------------------------------------- | ----------------------------------------------------------- |
| Parti                                                       | Parti                                                       | Candidat                                                    | Votes                                                       | %                                                           |
|                                                             | Démocrate                                                   | Adriano Espaillat (sortant)                                 | 180 035                                                     | 94,6                                                        |
|                                                             | Républicain                                                 | Jineea Butler                                               | 10 268                                                      | 5,4                                                         |
| Total des votes                                             | Total des votes                                             | Total des votes                                             | 190 303                                                     | 100 %                                                       |
|                                                             | Les Démocrates conservent                                   |                                                             |                                                             |                                                             |

### 2020
| Élection de 2020 du 13e district congressionnel de New York | Élection de 2020 du 13e district congressionnel de New York | Élection de 2020 du 13e district congressionnel de New York | Élection de 2020 du 13e district congressionnel de New York | Élection de 2020 du 13e district congressionnel de New York |
| ----------------------------------------------------------- | ----------------------------------------------------------- | ----------------------------------------------------------- | ----------------------------------------------------------- | ----------------------------------------------------------- |
| Parti                                                       | Parti                                                       | Candidat                                                    | Votes                                                       | %                                                           |
|                                                             | Démocrate                                                   | Adriano Espaillat (sortant)                                 | 231 841                                                     | 90,8                                                        |
|                                                             | Républicain                                                 | Lovelynn Gwinn                                              | 19 829                                                      | 6,97,8                                                      |
|                                                             | Conservateur (en)                                           | Christopher Morris-Perry                                    | 3295                                                        | 1,3                                                         |
|                                                             | Write-In                                                    | Write-In                                                    | 405                                                         | 0,2                                                         |
| Total des votes                                             | Total des votes                                             | Total des votes                                             | 255 370                                                     | 100 %                                                       |
|                                                             | Les Démocrates conservent                                   |                                                             |                                                             |                                                             |

### 2022
| Primaire Démocrate de 2022 du 13e district congressionnel de New York | Primaire Démocrate de 2022 du 13e district congressionnel de New York | Primaire Démocrate de 2022 du 13e district congressionnel de New York | Primaire Démocrate de 2022 du 13e district congressionnel de New York | Primaire Démocrate de 2022 du 13e district congressionnel de New York |
| --------------------------------------------------------------------- | --------------------------------------------------------------------- | --------------------------------------------------------------------- | --------------------------------------------------------------------- | --------------------------------------------------------------------- |
| Parti                                                                 | Parti                                                                 | Candidat                                                              | Votes                                                                 | %                                                                     |
|                                                                       | Démocrate                                                             | Adriano Espaillat (sortant)                                           | 31 582                                                                | 79,9                                                                  |
|                                                                       | Démocrate                                                             | Michael Hano                                                          | 5041                                                                  | 12,7                                                                  |
|                                                                       | Démocrate                                                             | Francisco Spies                                                       | 2411                                                                  | 6,1                                                                   |

| Élection de 2022 du 13e district congressionnel de New York | Élection de 2022 du 13e district congressionnel de New York | Élection de 2022 du 13e district congressionnel de New York | Élection de 2022 du 13e district congressionnel de New York | Élection de 2022 du 13e district congressionnel de New York |
| ----------------------------------------------------------- | ----------------------------------------------------------- | ----------------------------------------------------------- | ----------------------------------------------------------- | ----------------------------------------------------------- |
| Parti                                                       | Parti                                                       | Candidat                                                    | Votes                                                       | %                                                           |
|                                                             | Démocrate                                                   | Adriano Espaillat (sortant)                                 | 116 589                                                     | 98,9                                                        |
|                                                             | Write-In                                                    | Write-In                                                    | 1257                                                        | 1,1                                                         |
|                                                             | Indépendant                                                 | Odell Patterson                                             | 0                                                           | 0,0                                                         |
| Total des votes                                             | Total des votes                                             | Total des votes                                             | 117 846                                                     | 100 %                                                       |
|                                                             | Les Démocrates conservent                                   |                                                             |                                                             |                                                             |

### 2024
Les Primaires Démocrates et Républicaines ont été annulées. Adriano Espaillat (D-Sortant) et Ruben D. Vargas (R) avancent vers l'Élection Générale.
| Élection de 2024 du 13e district congressionnel de New York | Élection de 2024 du 13e district congressionnel de New York | Élection de 2024 du 13e district congressionnel de New York | Élection de 2024 du 13e district congressionnel de New York | Élection de 2024 du 13e district congressionnel de New York |
| ----------------------------------------------------------- | ----------------------------------------------------------- | ----------------------------------------------------------- | ----------------------------------------------------------- | ----------------------------------------------------------- |
| Parti                                                       | Parti                                                       | Candidat                                                    | Votes                                                       | %                                                           |
|                                                             | Démocrate                                                   | Adriano Espaillat (sortant)                                 | TBD                                                         | TBD                                                         |
|                                                             | Républicain                                                 | Ruben D. Vargas                                             | TBD                                                         | TBD                                                         |
| Total des votes                                             | Total des votes                                             | Total des votes                                             | TBD                                                         | 100 %                                                       |
|                                                             |                                                             |                                                             |                                                             |                                                             |

## Frontières historiques du district
Divers districts de New York ont été numérotés « 13 » au fil des ans, notamment des zones de la ville de New York et diverses parties du nord de l'État de New York.
1803 - 1809 : Montgomery
1847 - 1849 : Albany
1913 - 1945 : Parties de Manhattan
1945 - 1993 : Parties de Brooklyn
1993 - 2013 : La totalité de Staten Island ; Parties de Brooklyn
De 2003 à 2013, le district comprenait tout Staten Island et les quartiers de Bay Ridge, Bensonhurst, Dyker Heights et Gravesend à Brooklyn. La majeure partie du territoire de l'ancien 13e district se trouve désormais dans le 11e district congressionnel de New York.
2013 - Présent : Parties de Manhattan et le Bronx